# Neurigona denudata
Neurigona denudata är en tvåvingeart som först beskrevs av Becker 1922.  Neurigona denudata ingår i släktet Neurigona och familjen styltflugor. Inga underarter finns listade i Catalogue of Life.